# Ctenotus spaldingi
Ctenotus spaldingi är en ödleart som beskrevs av  Macleay 1877. Ctenotus spaldingi ingår i släktet Ctenotus och familjen skinkar. Inga underarter finns listade i Catalogue of Life.